# Jacques Mège
Pour les articles homonymes, voir Mège.
Jacques Philippe Mège, né à Riom le 15 septembre 1817 et mort à Clermont-Ferrand le 27 janvier 1878 est un avocat et homme politique français. Il a été maire de Clermont-Ferrand.

## Biographie
Jacques Philippe Mège appartient à une famille originaire de Laqueuille, où son grand-père Antoine (1740-1798) était chirurgien. Son père, Jean Mège (1783-1858), a été avoué, puis avocat, enfin juge de paix à Clermont-Ferrand ; de 1838 à 1841, il est premier adjoint au maire de Clermont-Ferrand. Sa mère, Françoise Granet, est la fille d'un homme de loi, Laurent Granet (1765-1835), avocat puis avoué à la cour de Riom. Son plus jeune frère, Francisque (1830-1904), était directeur de la Caisse d'épargne de Clermont-Ferrand, mais il est plus connu comme historien du Puy-de-Dôme.
De son mariage, en 1846, avec Marie Malcy Calvinhac, Jacques Philippe Mège a eu un fils, Fernand Mège (1847-1925), qui fut député du Puy-de-Dôme de 1889 à 1893.
Jacques Philippe Mège est docteur en droit (Paris, 1842). Il est avocat au barreau de Clermont-Ferrand de 1843 à 1878 et bâtonnier de novembre 1862 à novembre 1865.
Il est officier de la Légion d'honneur (1867).
Il est enterré dans le caveau familial au cimetière des Carmes de Clermont-Ferrand (allée 14).

## Mandats et fonctions politiques
- Maire de Clermont-Ferrand (1862-1870)
- Conseiller général pour le canton nord de Clermont-Ferrand (1861-1872)
- Député du Puy-de-Dôme du 31 mai 1863 au 4 septembre 1870
- Ministre de l'Instruction publique du 15 mai 1870 au 10 août 1870 dans le Gouvernement Émile Ollivier
- Sénateur du Puy-de-Dôme de 1876 à 1878